# Мениппова сатира (1594)
«Мениппова сатира» — французский коллективный политический стихотворно-прозаический памфлет нескольких авторов, поэтов и учёных XVI века против Католической лиги. Поводом к его созданию стал созыв Генеральных штатов 26 января 1593 года (фр. États généraux de 1593) герцогом Майеннским, главой враждебных Генриху IV сил, для избрания короля-католика. Произведение было закончено в 1593 году и некоторое время распространялось тайно в рукописном виде, в 1594 году было напечатано Жаме Меттеером (фр. Jamet Mettayer).

## Название
Название сатиры происходит от стихотворно-прозаической работы Юста Липсия, вдохновлённого Варроном автора «Saturæ Menippeæ», с эпохи Возрождения сохранившейся лишь во фрагментах, высоко оценённой учёными и чиновниками-канцеляристами, учившимися искусству стилистики по античным работам. «Менипп» было именем циника, знаменитого своими насмешками. Согласно легенде, целью создания произведения было «вернуть заблудшие умы на путь истины и здравого смысла».

## Содержание
«Мениппова сатира» осмеивает — в виде сочинённых авторами сатиры показаний лигистов — претензии вождей Лиги, их лицемерие, смесь ханжества, трусости и вероломства их монахов, превратившихся в воинов. Она представляет собой прозаические и стихотворные отрывки, написанные на разных языках; в ней встречаются некоторые из лучших стихотворений конца XVI века. Политическое влияние её на непредубежденную часть нации было очень велико: она как бы расчистила путь Генриху IV.

## Авторы
Авторами «Менипповой сатиры» «были сторонники умеренной партии „политиков“, стремившиеся положить конец гражданским войнам и крайностям католической реакции» : поэты и учёные Жиль Дюран (фр. Gilles Durant de la Bergerie), Жан Пассера (фр. Jean Passerat) и Флорен Кретьен (фр. Florent Chrestien), член парламента Жак Гийо, юрисконсульт Пьер Питу, каноник Пьер Ле Руа (Pierre le Roy) и прево коннетабля Никола Рапен.

## Источник
- Мениппова сатира // Энциклопедический словарь Брокгауза и Ефрона : в 86 т. (82 т. и 4 доп.). — СПб., 1890—1907.